# کیسوکه مینامی
کیسوکه می‌نامی (انگلیسی: Keisuke Minami؛ زادهٔ ۳ ژوئیهٔ ۱۹۸۵) بازیگر اهل ژاپن است. وی از سال ۲۰۰۴ میلادی تاکنون مشغول فعالیت بوده‌است.
از فیلم‌ها یا برنامه‌های تلویزیونی که وی در آن نقش داشته‌است می‌توان به پیوربویز اشاره کرد.